# وارونگ (بوتان)
وارونگ (به لاتین: Wamrong) یک منطقهٔ مسکونی در بوتان (کشور) است که در Trashigang District واقع شده‌است.